# Абайський сільський округ (Курчумський район)
Аба́йський сільський округ (каз. Абай ауылдық округі, рос. Абайский сельский округ) — адміністративна одиниця у складі Курчумського району Східноказахстанської області Казахстану. Адміністративний центр — село Бурабай.
Населення — 1009 осіб (2021; 1603 у 2009, 2769 у 1999, 3945 у 1989).
Станом на 1989 рік існувала Абайська сільська рада (села Бурабай, Жилитау, Койтас), села Будьонновка та Теректибулак перебували у складі Чердояцької сільської ради. 1998 року Чердояцький сільський округ був ліквідований, села Кайнар, Карабулак та Чердояк передані до складу Куйганського округу, села Теректибулак та Тоскаїн — до складу Абайського округу. Тоді ж село Жилитау було передане до складу Калгутинського сільського округу. Село Таскайин було ліквідовано 2017 року.

## Склад
До складу округу входять такі населені пункти:
| Населений пункт    | Старі назви | Населення, осіб (1989) | Населення, осіб (1999) | Населення, осіб (2009) | Населення, осіб (2021) |
| ------------------ | ----------- | ---------------------- | ---------------------- | ---------------------- | ---------------------- |
| Бурабай, село      | -           | 1228                   | 848                    | 461                    | 387                    |
| Койтас, село       | -           | 806                    | 665                    | 347                    | 287                    |
| Таскайин, село     | Будьонновка | 450                    | 346                    | 143                    | -                      |
| Теректибулак, село | -           | 1077                   | 910                    | 652                    | 335                    |